# تايلور ستيل
تايلور ستيل (بالإنجليزية: Taylor Steele)‏ هو منتج أفلام ومخرج أمريكي، ولد في 7 يونيو 1982 في مقاطعة سان دييغو في الولايات المتحدة.

## وصلات خارجية
- تايلور ستيل على موقع EncyclopediaOfSurfing.com (الإنجليزية)